# 菲律宾柿
菲律宾柿是柿树属的一种植物，原产菲律宾和苏拉威西。
菲律宾柿的心材是一种条纹乌木。虽然《中华人民共和国国家标准：红木》将“菲律宾乌木”（英語：或）定为本种，但本种树干直径只能长到30 cm左右，而木材市场上称为“菲律宾乌木”的条纹乌木主要来自树干直径可达60~80 cm的异色柿。